# Villa Étienne-Marey
La villa Étienne-Marey est une voie du 20e arrondissement de Paris, en France.

## Situation et accès
La villa Étienne-Marey est une voie publique située dans le 20e arrondissement de Paris. Elle débute au 16, rue Étienne-Marey et se termine en impasse.

## Origine du nom

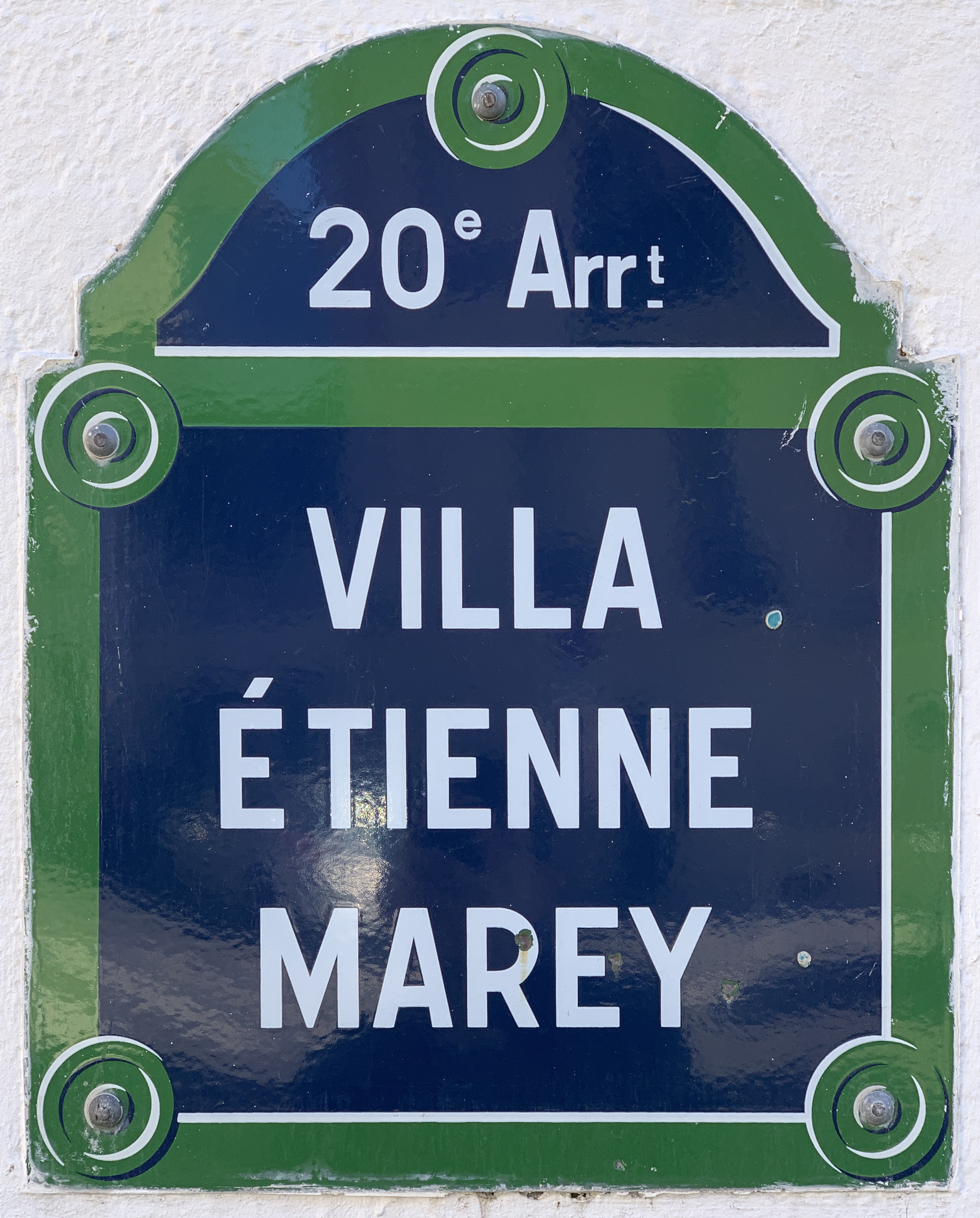
Plaque de la villa.

Elle porte ce nom en raison du voisinage de la rue Étienne-Marey.

## Historique
Cette voie prend sa dénomination en 1933 par les propriétaires riverains. 